# لوکاس جرابل
لوکاس جربل
(به انگلیسی: Lucas Stephen Grabeel) (زاده ۲۳نوامبر ۱۹۸۴) بازیگر و خواننده و کارگردان و تهیه‌کننده و ترانه سرا اهل آمریکا است.
اوبهترین نقش خود را به عنوان رایان اوانز در دبیرستان موزیکال(۲۰۰۶)وبه دنبال ان در دبیرستان موزیکال۲(۲۰۰۷)ودبیرستان موزیکال۳:سال اخر(۲۰۰۸)ایفا کرد.همچنین در نقش اتان دال وی
در سری ۳و۴ هالوین تون بالا شرکت کرد،او هم‌اکنون در فیلم تغییر در تولد در شبکه‌ای بی سی درام به عنوان نقش توبی کنیش در حال ایفای نقش است.

## زندگی شخصی
جربل متولد اسپرینگفیلد، میسوری است .نام مادر او جین و پدر او استفان جرابل است .اودر سال۲۰۰۳از دبیرستان کیکاپوواقع در اسپرینگفیلد فارغ‌التحصیل شد.او موسیقی را در
گروه کاپلا شروع کرد.او در دبیرستان متوجه شد که همراه نواخته شدن گیتار می‌تواند از رقص نیز بهره بگیرد . او می‌تواند در سبک‌های مختلف جاز،باله، هیپ هاپ برقصد.
اوبعد از فارغ تحصیل شدن برای ستاره شدن به لس انجلس امد.

## بازیگری

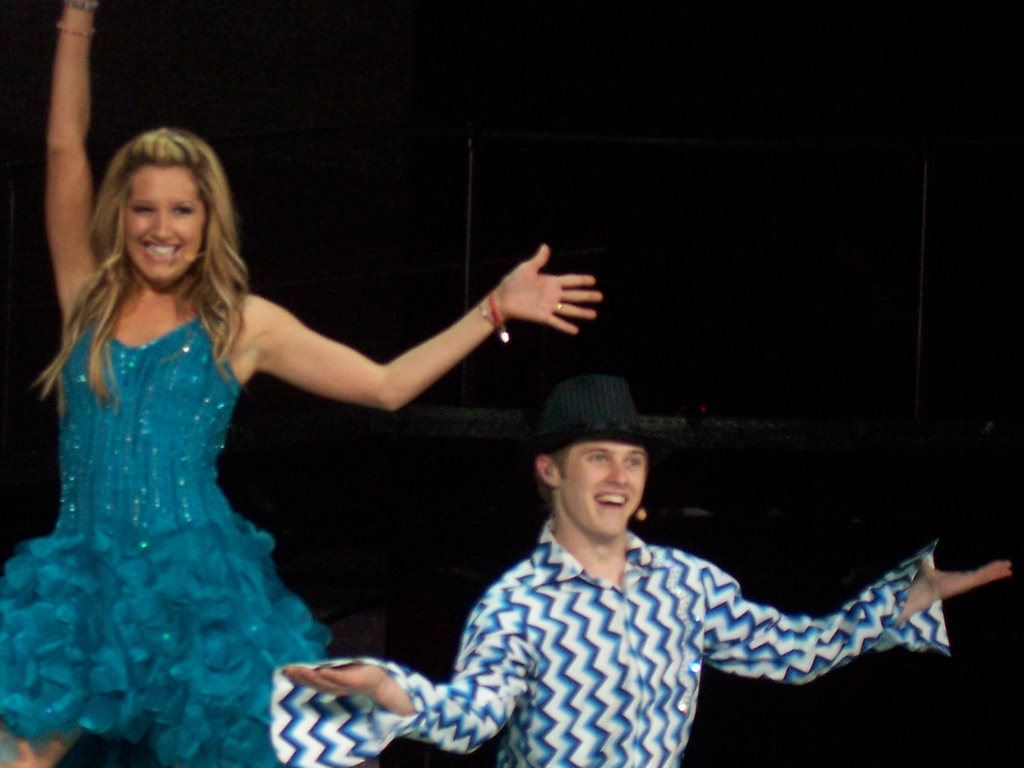
اشلی تیزدیل و لوکاس جرابل در دبیرستان موزیکال

در سال ۲۰۰۶،به عنوان رایان اوانز برادر دوقلوی شارپی اوانز(اشلی تیزدیل)در کنار بازیگرانی چون زک افرون و ونسا هاجنز و کوربین بلو در دبیرستان موزیکال
ایفای نفش کردودر ادامه در دبیرستان موزیکال ۲و۳ نیز در کنار این بازیگران بازی کرد.در اوایل سال ۲۰۰۹ انتظار می‌رفت که او و اشلی تیزدیل برای آهنگ "من میخوام همه"
نامزد بشود ولی این اتفاق رخ نداد.او هم چنین در امی اوارد برندهٔ جایزه برای فیلم دبیرستان موزیکال شد.

## فیلم‌شناسی
| سال  | فیلم                     | نقش                    |
| ---- | ------------------------ | ---------------------- |
| ۲۰۰۴ | هالوین تون               | اتان دالو وی           |
| ۲۰۰۵ | داگ هملت،مکبت همدم       | چارلی , گرترود ،اوفلیا |
| ۲۰۰۶ | هالوین تون               | اتان دالو وی           |
| ۲۰۰۶ | دبیرستان موزیکال         | رایان اوانز            |
| ۲۰۰۷ | دببرستان موزیکال۲        | رایان اوانز            |
| ۲۰۰۷ | الیس وارونه              | لستر مک کینلی          |
| ۲۰۰۸ | شیر                      | دنی نیکولتا            |
| ۲۰۰۸ | دبیرستان موزیکال۳        | رایان اوانز            |
| ۲۰۰۸ | قفل ورول برای همیشه لطفاً | دانی                   |
| ۲۰۰۸ | در کنار عیسی مسیح        | جریکو                  |
| ۲۰۰۸ | ماجراهای پسر مواد غذایی  | عزرا                   |
| ۲۰۰۸ | کالج سفر جاده            | اسکوتر                 |
| ۲۰۰۸ | پسر واقعی                | فردی دیز من            |
| ۲۰۱۰ | افسانه نینجا رقص         | ایکی                   |
| ۲۰۱۱ | ماجرا جویی افسانه شارپی  | رایان اوانز            |
| ۲۰۱۲ | من یک خون اشام رو بوسیدم | دیلن نایت              |